# Thalattosuchia
Thalattosuchia is de naam die wordt gegeven aan een clade van uitgestorven mariene Crocodylomorpha van het Vroeg-Jura tot het Vroeg-Krijt die een kosmopolitische verspreiding hadden. Ze worden in de volksmond zeekrokodillen genoemd, hoewel ze geen lid zijn van Crocodilia. De clade bevat de twee belangrijke subgroepen Teleosauroidea en Metriorhynchoidea. Binnen Metriorhynchoidea vertoonden de Metriorhynchidae als enige Archosauria extreme aanpassingen voor het leven in de open oceaan, waaronder de transformatie van ledematen in vinnen, de ontwikkeling van een staartvin en een gladde, schubloze huid.
De oudste verslagen van thalattosuchiërs dateren uit het Sinemurien en Pliensbachien, vertegenwoordigd door onbepaalde overblijfselen uit Argentinië, Chili en India. De jongste bekende thalattosuchiër is Machimosaurus rex uit het Onder-Krijt van Tunesië.
De eerste fossielen werden rond 1748 gevonden bij Whitby en in 1758 gemeld in de literatuur. Ze waren van Steneosaurus die zo de eerste beschreven fossiele krokodilachtige werd, hoewel pas benoemd door Samuel Thomas von Sömmerring  in 1814. In 1816 werd door deze ook Geosaurus beschreven.
De term Thalattosuchia, 'zeekrokodillen', werd in 1901 bedacht door Eberhard Fraas. Verschillende auteurs beschouwden Thalattosuchia als een infraorde of een onderorde binnen Mesosuchia. De term Mesosuchia is echter een parafyletische groep en wordt als zodanig niet langer gebruikt. De exacte fylogenetische positie van Thalattosuchia is onzeker, waarbij ze ofwel worden geïnterpreteerd als leden van Neosuchia of basale leden van Crocodylomorpha, waarbij de overeenkomsten met Neosuchia mogelijk te wijten zijn aan convergentie.
Sinds Buffetaut (1982) de gemeenschappelijke kenmerken van de vroege vormen van Metriorhynchidae en Teleosauridae aantoonde, bestaat Thalattosuchia uit deze twee families.
Een klade Thalattosuchia werd in 2009 gedefinieerd door Young en Andrade als de groep bevattende Teleosaurus cadomensis (Lamouroux, 1820) en Metriorhynchus geoffroyii Von Meyer, 1832, en alle soorten nauwer verwant aan Teleosaurus of Metriorhynchus dan aan Pholidosaurus  schaumburgensis Von Meyer, 1841, Goniopholis crassidens Owen, 1841, of Dyrosaurus phosphaticus (Thomas, 1893).
Sommige van de vroege leden van Teleosauridae zijn ontdekt in niet-mariene afzettingen. De systematiek van het geslacht Pelagosaurus is verward, met differentiërende topologieën die het plaatsen als een teleosauride, of als het zustertaxon van een Teleosauridae + Metriorhynchoidea-clade. Anderen beschouwden Pelagosaurus als een basale metriorhynchiër.
Binnen de clade valt ook het in 2023 ontdekte geslacht Turnersuchus. Dit geslacht bevat vooralsnog als enige soort T. hingleyae.

## Superfamilies
- Metriorhynchoidea
- Teleosauroidea